# 大磯町立国府中学校
大磯町立国府中学校は(おおいそちょうりつ こくふちゅうがっこう)は、神奈川県中郡大磯町月京にある公立中学校。

## 学校教育目標
きらきら夢　わくわく心　行動する私

## 沿革
出典
- 昭和22年(1947年)4月 - 開校
- 昭和22年(1947年)5月 - 校章制定
- 昭和27年(1952年)4月 - 町制施行により国府町立国府中学校と改称
- 昭和27年(1952年)5月 - 校旗制定
- 昭和27年(1952年)11月 - 校歌制定
- 昭和29年(1954年)12月 - 大磯・国府両町合併により大磯町立大磯中学校と改称
- 昭和32年(1957年)10月 - 2号館(鉄筋平屋建3教室3準備室)竣工
- 昭和39年(1964年)5月 - 体育館竣工
- 昭和39年(1964年)9月 - 失火により旧3号館取り壊し
- 昭和42年(1967年)1月 - 1号館竣工(新校舎鉄筋3階建第1期工事)
- 昭和47年(1972年)12月 - 1号館増設工事竣工(第2期工事)
- 昭和55年(1980年)4月 - 新校舎完成・移転(現在地)
- 昭和57年(1982年)2月 - 体育館竣工、体育館外溝工事、西門竣工
- 昭和57年(1982年)4月 - テニスコート完成
- 昭和58年(1983年)6月 - 体育用具格納庫、テニスコート防球ネット完成
- 平成4年(1992年)12月 - コンピュータ教室完成
- 平成7年(1995年)9月 -  体育倉庫・体育館ステージ幕改修工事、部室新築
- 平成10年(1998年)8月 - 校舎耐震工事
- 平成11年(1999年)4月 - 服装の選択制開始
- 平成12年(2000年)2月 - 新校歌制定
- 平成21年(2009年)7月 - 校舎耐震・改修工事(屋上､外壁､ﾄｲﾚ､空調､特別教室他)
- 平成22年(2010年)3月 - 電子黒板、地上デジタルTV導入
- 平成22年(2010年)5月 -  屋上ソーラーパネル発電導入
- 平成23年(2011年)11月 - グラウンド改修工事(グラウンド､スタンド､スプリンクラー他)
- 平成24年(2012年)3月 - グラウンド改修完成(グラウンド､スタンド､スプリンクラー他)
- 平成28年(2016年)3月 - 体育館耐震改修工事終了

## 歴代校長
出典
- 初代 渡辺善太郎
- 二代 澤野俊郎
- 三代 池田彦三郎
- 四代 早野嘉昶
- 五代 小塩喜一
- 六代 橘川眞一
- 七代 大久保良允
- 八代 伊藤昌
- 九代 松本博良
- 十代 大澤武久
- 十一代 小泉和正
- 十二代 蒲生晃
- 十三代 福島睦惠
- 十四代 石坂一夫
- 十五代 川越初榮
- 十六代 山田茂広
- 十七代 高沢研司